# Garay ábécé
A garay ábécét 1961-ben tervezte Assane Faye egy olyan átírási rendszerként, amely „az afrikai szociolingvisztikai sajátosságokat ötvözi”. Ez az ábécé 25 mássalhangzóval és 14 magánhangzóval rendelkezik. Különösen, a főként Szenegálban beszélt volof nyelv írására használják, bár elterjedtebb a latin ábécé. A szavakat jobbról balra írják, a betűknek van kis- és nagybetűs alakja is.
Az ábécé Unicode kódolására 2012-ben nyújtottak be javaslatot.

## Betűkészlet

### Mássalhangzók
A mássalhangzókat önálló betűkként írják, és nem kapcsolódnak össze, mint az arab írásban.
Néhány betű felett diakritikus jel mutatja a nazalizációt. Az alif betűt a kezdő magánhangzó előtt használják. A szabványos volof hangkészlethez tartozik még a /ħ/, amely az arab kölcsönszavakban szerepel.
Bizonyos hangokat és hangkapcsolatokat nem jelölnek, például /q/ - t, helyette a /k/ - t használják. Szintén nem jelölik az /nk/ fonémát, de könnyen képezhető a fenti jelekkel, mint az /mb/ .
A nagybetűket a kisbetűktől a betű egyik vagy másik oldalára húzott vonal különbözteti meg. Minden mondat nagybetűvel kezdődik. A személyneveket szintén nagybetűvel írják.
| Orrhangok                   | Orrhangok  | Orrhangok | Orrhangok | Orrhangok |
| --------------------------- | ---------- | --------- | --------- | --------- |
| IPA                         | m          | n         | ɲ         | ɲ         |
| magyar                      | m          | n         | ?         | ny        |
| kisbetű                     |            |           |           |           |
| nagybetű                    |            |           |           |           |
| prenazalizált mássalhangzók |            |           |           |           |
| IPA                         | mb         | nd        | nj        | ng        |
| magyar                      | mb         | nd        | nyj       | nyg       |
| kisbetű                     |            |           |           |           |
| nagybetű                    |            |           |           |           |
| Zárhangok                   |            |           |           |           |
| IPA                         | b          | d         | j         | g         |
| magyar                      | b          | d         | j         | g         |
| kisbetű                     |            |           |           |           |
| nagybetű                    |            |           |           |           |
| További zárhangok           |            |           |           |           |
| IPA                         | p          | t         | c         | k         |
| magyar                      | p          | t         | c         | k         |
| kisbetű                     |            |           |           |           |
| nagybetű                    |            |           |           |           |
| Réshangok                   |            |           |           |           |
| IPA                         | f          | s         | x         | ?         |
| magyar                      | f          | sz        | x         | h         |
| kisbetű                     |            |           |           |           |
| nagybetű                    |            |           |           |           |
| Félhangzók                  |            |           |           |           |
| IPA                         | r          | w         | i         | j (y)     |
| magyar                      | r          | w         | i         | j         |
| kisbetű                     |            |           |           |           |
| nagybetű                    |            |           |           |           |
| Egyéb                       |            |           |           |           |
|                             | Alif       |           |           |           |
| magyar                      | nem ejtjük |           |           |           |
| kisbetű                     |            |           |           |           |
| nagybetű                    |            |           |           |           |

### Magánhangzók
| a ⟨a⟩ | i ⟨i⟩ | ɛ ⟨e⟩ | ɔ ⟨o⟩ |
|       |       |       |       |
| ə ⟨ë⟩ | ü     | e ⟨é⟩ | u ⟨u⟩ |
|       |       |       |       |

## Fordítás
Ez a szócikk részben vagy egészben  a   Garay alphabet című angol Wikipédia-szócikk ezen változatának fordításán alapul.  Az eredeti cikk szerkesztőit annak laptörténete sorolja fel. Ez a jelzés csupán a megfogalmazás eredetét és a szerzői jogokat jelzi, nem szolgál a cikkben szereplő információk forrásmegjelöléseként.